# Торгрен, Свен
Свен Магнус Рикард Торгрен (швед. Sven Magnus Rickard Thorgren; род. 4 октября 1994 года, Соллентуна, Швеция) — шведский сноубордист, выступающий в слоупстайле и биг-эйре. Участник зимних Олимпийских игр 2014 в слоупстайле.

## Спортивная карьера
Свен Торгрен родился 4 октября 1994 года в коммуне Соллентуна, Швеция, в семье Магнуса и Маргареты Торгрен.
С 2008 года Свен Торгрен принимает участие в соревнованиях TTR World Snowboard Tour. В 2010 году получил лицензию FIS и 30 октября 2010 года провел свою первую гонку на этапе Кубке мира в Лондоне, став 16-м в биг-эйре.
В 2011 году Свен Торгрен принял участие в Чемпионате мира по сноуборду в Ла-Молине. В соревнованиях по слоупстайлу занял 38-е место. Через два года на Чемпионате мира в Стоунхеме Свен Торгрен стал 18-м в слоупстайле.
16 марта 2013 года Торгрен стал 3-м в слоупстайле на этапе Кубка мира в Шпиндлерув-Млин.
В 2014 году Свен Торгрен принял участие в соревнованиях по слоупстайлу на Олимпиаде в Сочи. С результатом 94,25 баллов Торгрен квалифицировался в финал. В финале Свен Торгрен набрал во второй попытке 87,50 баллов и занял 4-е место.
В 2015 году на всемирных экстремальных играх в Аспене стал 3-м слоупстайле. Для Швеции эта награда в сноуборде стала первой в истории игр.
В 2017 году Свен Торгрен стал 6-м в биг-эйре на Чемпионате мира по сноуборду в испанской Сьерра-Неваде и выиграл золото в слоупстайле на всемирных экстремальных играх в норвежском Хафьеле.

## Спортивные достижения
- Чемпион X-Games (слоупстайл — 2017);
- Бронзовый призёр X-Games (слоупстайл — 2015);
- Призёр этапа кубка мира;
- Чемпион Швеции (слоупстайл — 2013).

## Призовые места на этапах Кубка мира

### 3-е место
- 16 марта 2013, Шпиндлерув-Млин, Чехия (слоупстайл)